# Lisa Rohde
Lisa Diane Rohde  (ur. 12 sierpnia 1955 w Wakefield w Nebrasce) – amerykańska wioślarka, srebrna medalistka olimpijska.

## Kariera
Wystąpiła na igrzyskach olimpijskich w Los Angeles w 1984, gdzie osada USA w składzie: Lisa Rohde, Anne Marden, Joan Lind, Ginny Gilder i Kelly Rickon zdobyła srebrny medal, plasując się o 1,46 sekundy za osadą Rumunii i o 0,45 sekundy przed osadą Danii. Był to jej jedyny start olimpijski.
Na mistrzostwach świata w Monachium (1981) zajęła ósme miejsce w czwórkach podwójnych.
Kształciła się na Uniwersytecie Pensylwanii i Uniwersytecie Karoliny Północnej, gdzie ukończyła medycynę. Następnie pracowała jako lekarz w Presbyterian Hospital w Charlotte.